# Euphorbia santapaui
Espèce
Classification phylogénétique
Statut de conservation UICN

 EN  : En danger
Euphorbia santapaui est une espèce de plantes du genre Euphorbia de la famille des Euphorbiacées.